# Ranger 6
Ranger 6 fu una sonda appartenente alla terza generazione del Programma Ranger destinata a raggiungere la Luna, fotografarla e compiere alcuni studi scientifici prima di impattare al suolo.

## La sonda
Il veicolo era composto da una base esagonale di 1,5 metri di diametro, che ospitava il sistema di propulsione e le batterie elettriche, e da una torre tronco-conica che conteneva le videocamere. Possedeva due pannelli solari con un'apertura totale di 4,6 m ed un'antenna parabolica ad alto guadagno montata tramite cerniere ad un angolo della base, lontana dai pannelli solari. In cima al veicolo si trovava un'antenna quasi omnidirezionale a basso guadagno, che portava l'altezza complessiva della sonda a 3,6 m.
Ranger 6 ospitava ben 6 videocamere vidicom di cui 2 grandangoli. Le videocamere erano raggruppate in due canali separati, ognuno indipendente dall'altro, in modo da garantire una buona probabilità di funzionamento.
Per la navigazione disponeva di un motore a razzo che utilizzava come carburante idrazina, l'assetto era controllato tramite 12 razzi ad azoto coadiuvati da 3 giroscopi, 4 sensori solari primari, 2 sensori solari secondari e un sensore terrestre. L'elergia elettrica veniva fornita da 9.792 celle solari che erogavano 200 watt di potenza. Inoltre due batterie da 1.200 wattora ad Argento - Zinco erogavano 26,5 volt, per un'autonomia di 9 ore, garantivano le comunicazioni con la Terra. Altre due batterie da 1.000 wattora ad Argento - Zinco alimentavano il resto della sonda.
Le comunicazioni avvenivano tramite le due antenne e vari trasmettitori tra cui due a 60 watt assegnato alla trasmissione dei dati televisivi, uno a 959.52 MHz e l'altro a 960.05 MHz, più un transponder di 3 watt alla frequenza di 960.58 MHz.
Il Ranger 6 fu completamente sterilizzato per non contaminare la Luna.

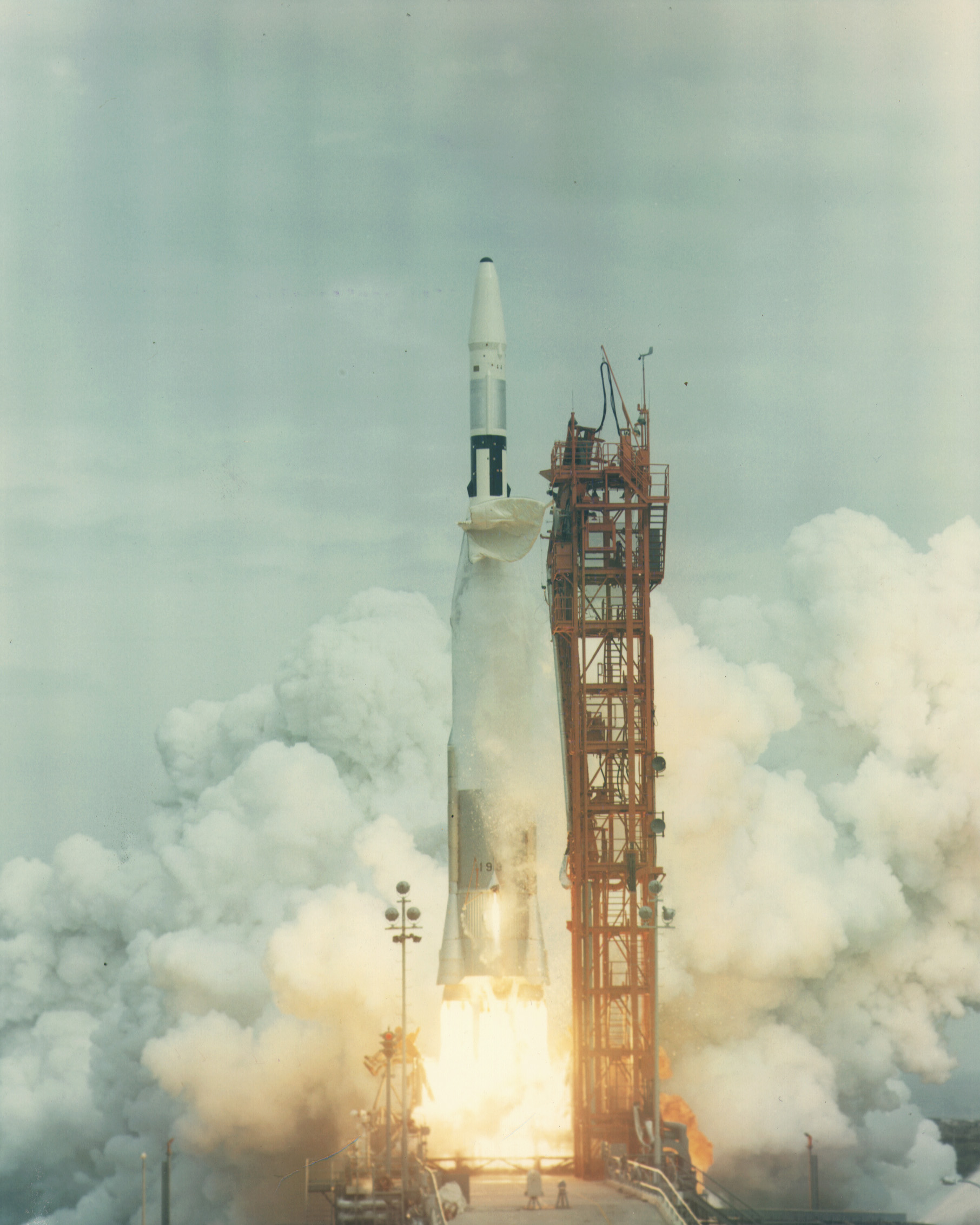
Lancio del Ranger 6

## La missione
Il Ranger 6 fu lanciato il 30 gennaio del 1964 alle 15:49:00 UTC tramite il razzo vettore Atlas-Agena. La sonda riuscì a lasciare l'orbita bassa terrestre ed iniziò il suo viaggio verso la Luna. Fu necessaria una correzione di rotta a metà del viaggio, effettuata con successo dal comando a terra.
Il 2 febbraio del 1964, dopo 65,5 ore di volo, Ranger 6 impattava la Luna a est del Mare della Tranquillità. L'orientamento della sonda fu corretto durante la discesa, ma a Terra non giunse mai alcun segnale video né immagine. Probabilmente, la causa del guasto fu un corto circuito avvenuto nel sistema di alimentazione video quando questo fu inavvertitamente acceso 2 minuti dopo il lancio, proprio mentre si separava il booster del razzo vettore.
La missione si può definire un mezzo successo, visto che il volo del Ranger 6, prima sonda della terza generazione, avvenne senza intoppi.